# BMW H2R
De BMW H2R is een studiemodel van BMW. Het model heeft een 6,0 liter 12-cilindermotor die op waterstof loopt en 285 pk levert.
De motor is gebaseerd op die van de 760i. BMW wil van de huidige 7-serie een hybrideversie uitbrengen die zowel op benzine rijdt als op vloeibare waterstof. De H2R is hier een voorbode van.

## 9 Records
De BMW H2R verbrak op het Franse circuit Miramas in 2004 negen records. De auto zette het snelheidsrecord van een auto die op waterstof rijdt op 302,4 km/u. Ook het record van een vliegende start over 1 km in 11.993 seconde en op de 1 mijl met vliegende start, de 1/8 mijl met staande start, de kwartmijl met staande start, 1/2 kilometer met staande start, de 1 mijl met staande start, de 10 mijl met staande start, de 1 kilometer met staande start (26,557 seconden deed de auto daarover), en de 10 kilometer met staande start.
BMW vindt dat ze met het model H2R het startschot heeft gegeven voor het waterstoftijdperk.